# San Andrés y Sauces
San Andrés y Sauces est une commune de la province de Santa Cruz de Tenerife dans la communauté autonome des Îles Canaries en Espagne. Elle est située au nord-est de l'île de La Palma. Lors du recensement de 2014, elle comptait 4 378 habitants.

## Géographie

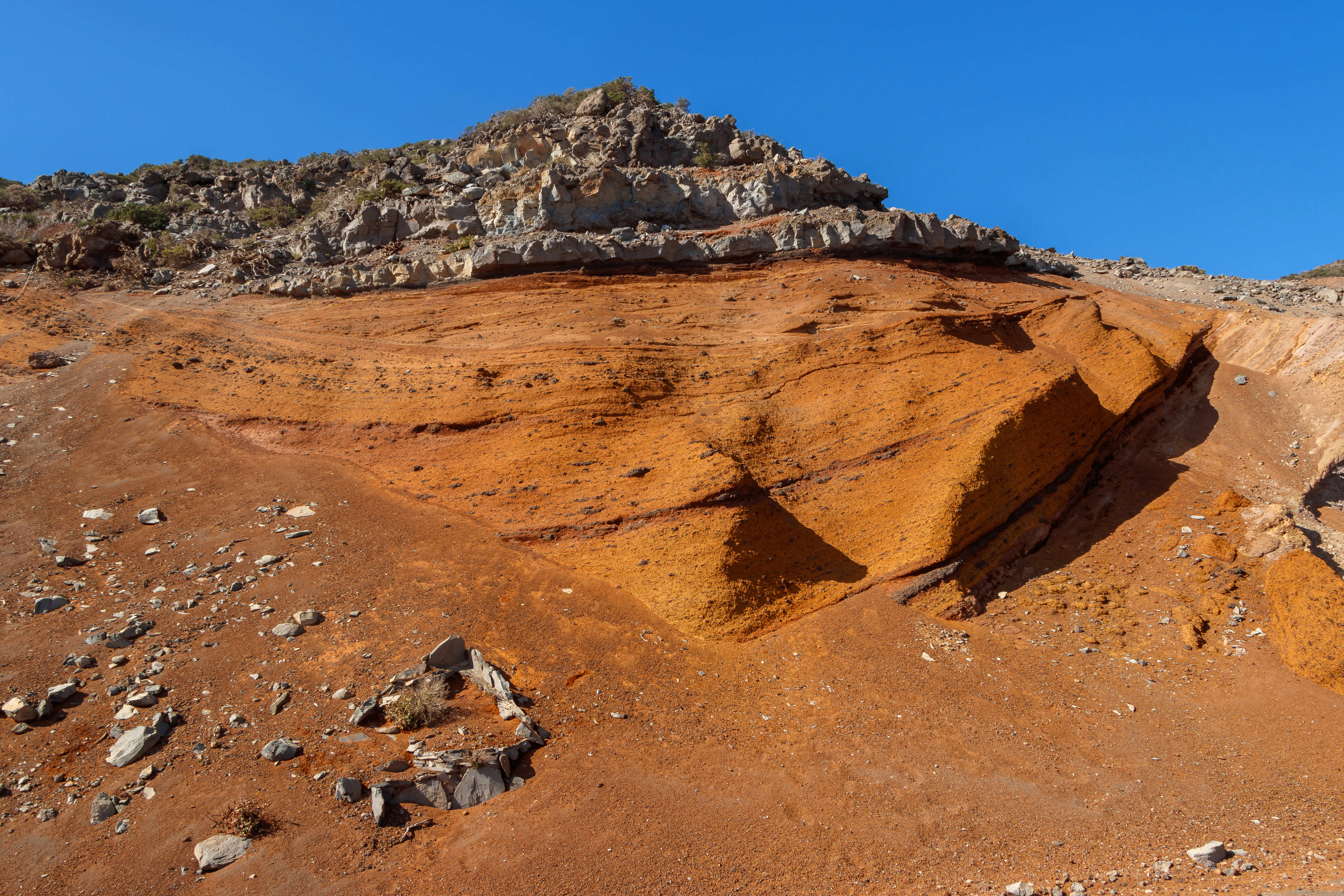
Roche pyroclastique - couche de cendres volcaniques ou tephra - près de San Andrés y Sauces. Mars 2019.

### Localisation

Localisation de l'île de La Palma dans les Îles Canaries.
Localisation de San Andrés y Sauces dans l'île de La Palma.

|         | Barlovento          |                  |
| El Paso | San Andrés y Sauces | Océan Atlantique |
|         | Puntallana          |                  |

### Villages de la commune
- Los Sauces (2 497)
- San Andrés (303)
- Quinta Zoca (315)
- Hoya Grande (285)
- Garachico (288)
- Verada de las Lomadas (263)
- Verada Bajamar (181)
- El Cardal (131)
- El Tanque (145)
- Llano el Pino (131)
- Ramirez (86)
- Orotava (72)
- Bermudez (77)
- Llano La Palma (58)
- San Juan (45)
- El Roque (46)
- San Pedro (29)
- Fuente Nueva (23)

Entre parenthèses figure le nombre d'habitants de chaque village en 2007.

## Histoire
La commune de San Andrés y Sauces est le résultat de la fusion de deux anciens villages : San Andrés (sur la côte) et Los Sauces (sur les hauteurs), unis après la crise de la canne à sucre et le déclin démographique qui s'ensuivit. Le port de Puerto Espíndola fut longtemps un important débouché économique pour les villages des alentours, avant que la route du nord ne vienne désenclaver la région.

## Démographie
| Année | Population | Densité |
| ----- | ---------- | ------- |
| 1976  | 7.078      | 165.57  |
| 1984  | 6.057      | 141.68  |
| 1991  | 5.392      | 126.13  |
| 1996  | 5.438      | 127.20  |
| 2001  | 5.351      | 125.17  |
| 2002  | 5.226      | 122.25  |
| 2003  | 5.102      | 119.35  |
| 2004  | 5.012      | 117.24  |
| 2005  | 5.086      | 118.97  |
| 2006  | 5.020      | 117.42  |
| 2009  | 4.884      | 114.24  |

## Économie
L'économie du territoire est tournée vers l'agriculture (culture de la banane, de la canne à sucre, des pommes de terre et du taro, dit localement « Ñame »). Les pentes exposées accueillent également des bosquets de lauriers-sauce.

### Sources
- (es) Cet article est partiellement ou en totalité issu de l’article de Wikipédia en espagnol intitulé « San Andrés y Sauces » (voir la liste des auteurs).